# Montinhac (Dordonya)
Montinhac (en francès Montignac) és un municipi francès situat al departament de la Dordonya i a la regió de la Nova Aquitània.

## Demografia
| 1962                                       | 1968  | 1975  | 1982  | 1990  | 1999  | 2007  |
| ------------------------------------------ | ----- | ----- | ----- | ----- | ----- | ----- |
| 2.809                                      | 2.949 | 3.081 | 3.135 | 2.938 | 3.030 | 2.870 |
| Des de 1962: població sense dobles comptes |       |       |       |       |       |       |

## Administració
| Període   | Identitat       | Partit        |
| --------- | --------------- | ------------- |
| 1972-2001 | Jacques Cabanel | PS            |
| 2001-2002 | Jean Labeille   | Divers gauche |
| 2002-2008 | Paul Azoulai    | PS            |
| 2008-     | Laurent Mathieu | UMP           |